# Lengronne
Lengronne ist eine französische Gemeinde mit 463 Einwohnern (Stand 1. Januar 2022) im Département Manche in der Region Normandie. Sie gehört zum Arrondissement Coutances und zum Kanton Quettreville-sur-Sienne. 
Sie grenzt im Nordwesten an Le Mesnil-Aubert, im Norden an Quettreville-sur-Sienne mit Guéhébert, im Nordosten an Grimesnil, im Osten an Saint-Denis-le-Gast, im Südosten an Gavray-sur-Sienne im Süden an Ver und im Südwesten an Cérences.

## Bevölkerungsentwicklung
| Jahr      | 1968 | 1975 | 1982 | 1990 | 1999 | 2010 | 2018 |
| --------- | ---- | ---- | ---- | ---- | ---- | ---- | ---- |
| Einwohner | 555  | 512  | 464  | 429  | 429  | 449  | 420  |

## Sehenswürdigkeiten

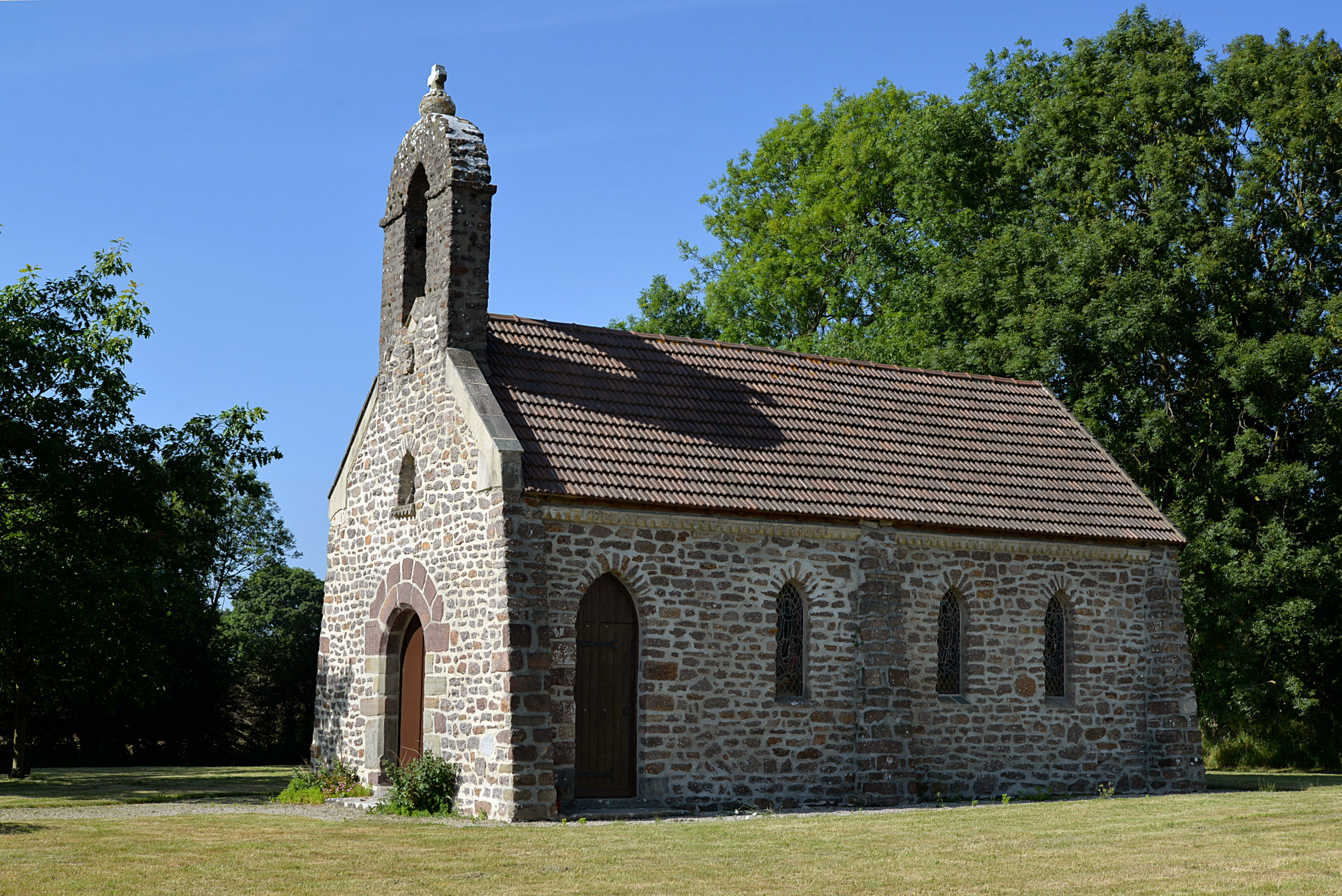
Kapelle Notre-Dame du Voeu
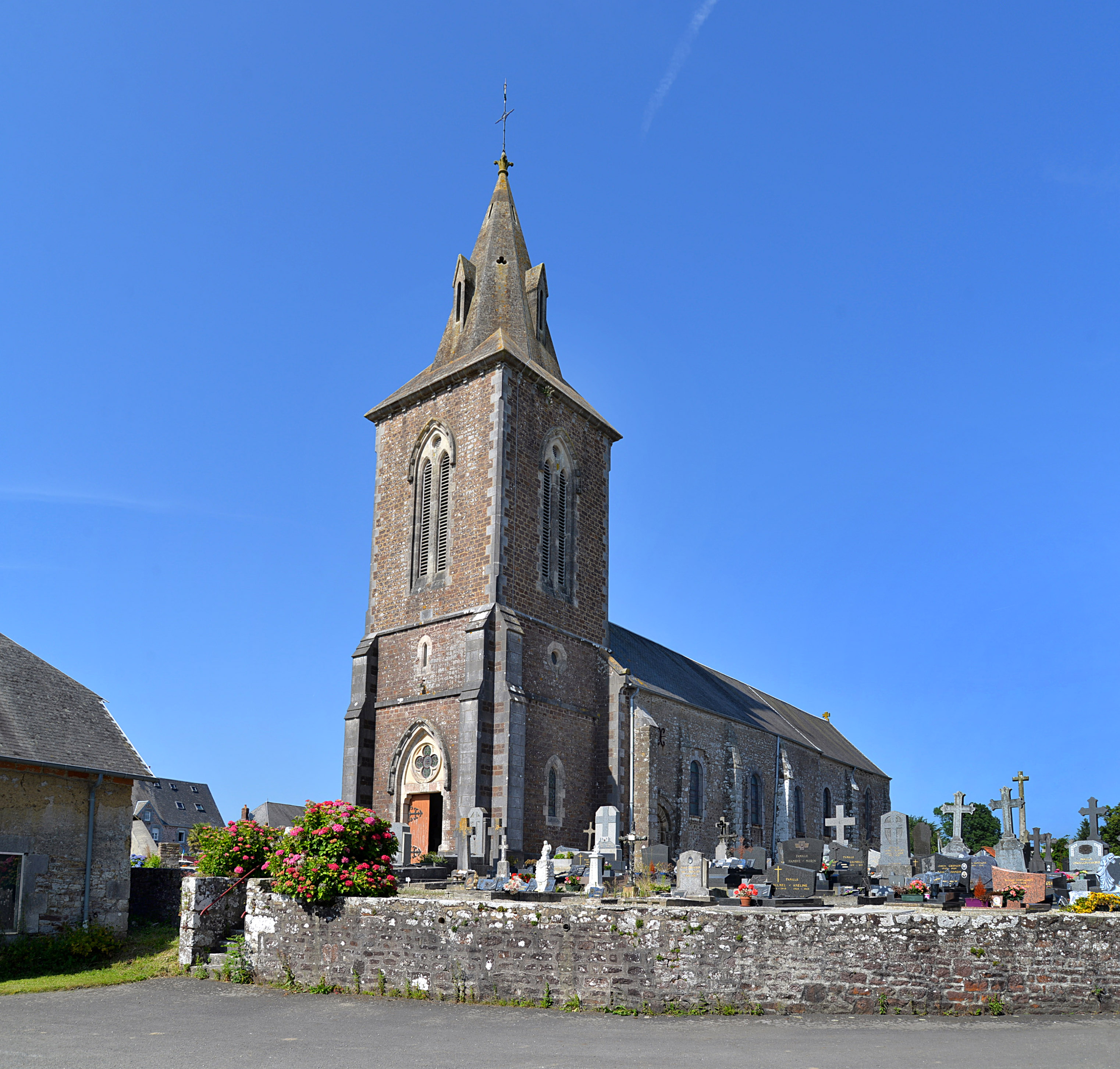
Kirche Saint-Ouen
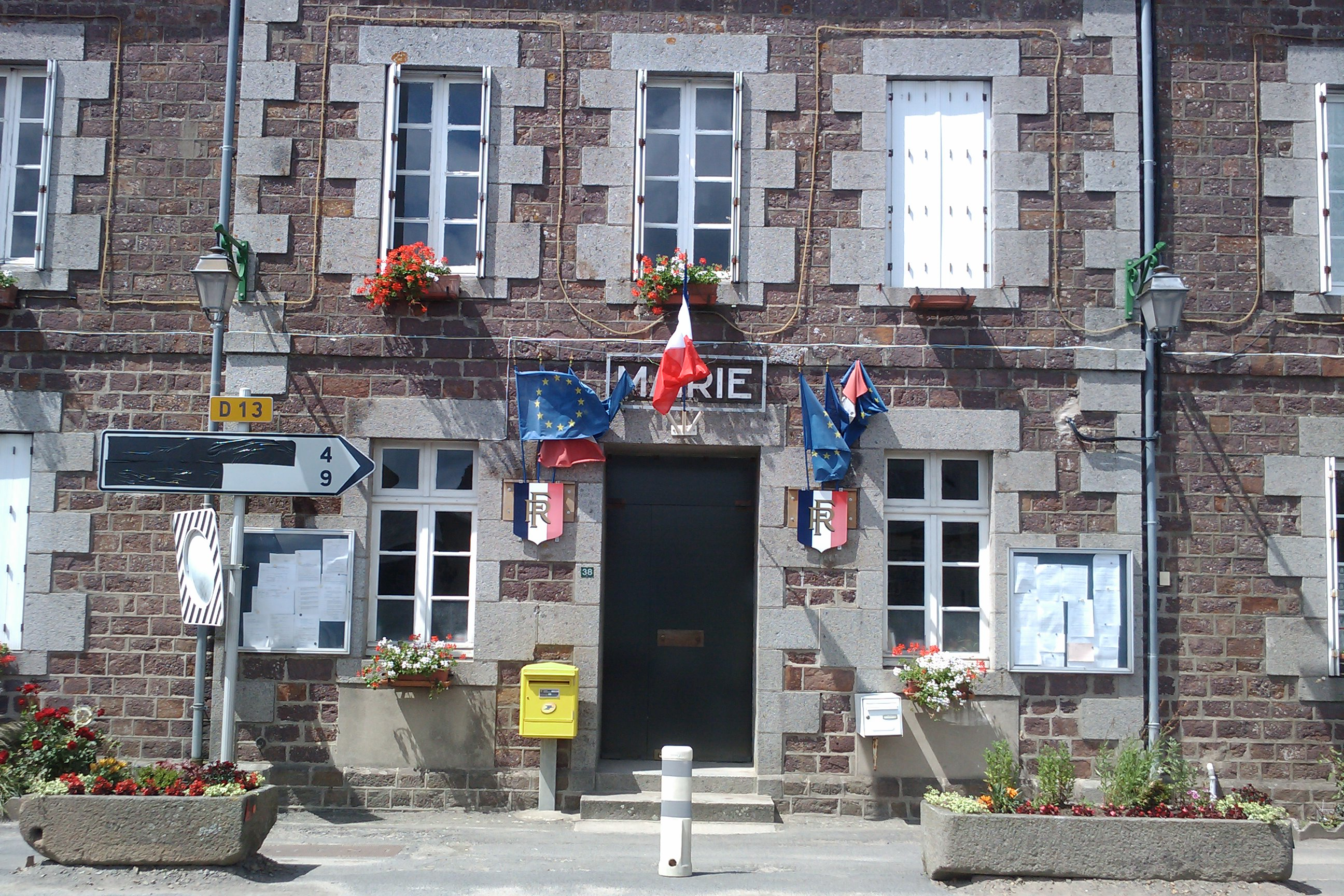
Mairie Lengronne

- Kapelle Notre-Dame du Voeu
- Kirche Saint-Ouen
- Mairie Lengronne